# Théodore Ier Paléologue
Pour les articles homonymes, voir Théodore Ier.
Théodore Ier Paléologue (en grec: Θεόδωρος Α΄ Παλαιολόγος (vers 1355 – 24 juin 1407) est despote de Morée de 1383 à sa mort le 24 juin 1407. Fils de l’empereur Jean V Paléologue, il est le premier despote de la famille des Paléologue à régner en Morée, succédant à  Démétrios Ier de la famille des Cantacuzène.
Au début de son règne, il conduit avec succès plusieurs campagnes militaires pour agrandir son territoire aux dépens des États latins créés après la quatrième croisade, ainsi que contre les Turcs qui accentuent leur pénétration en Grèce. L’échec de ses négociations avec Venise pour obtenir un appui militaire le conduit à entrer en pourparlers avec les chevaliers hospitaliers de Saint-Jean-de-Jérusalem leur concédant plusieurs villes dont Corinthe et sa région. Il ne peut reprendre celle-ci que lorsque, aux prises avec les Tatars de Timour, les Turcs relâchent leur emprise sur la région et que les Hospitaliers, au plus mal avec la population locale, acceptent de les lui rendre contre paiement. 
Il meurt sans héritier et l’empereur Manuel II le remplace par l’un de ses fils qui devient Théodore II.

## Les premières années
Théodore est le quatrième enfant  de l’empereur Jean V Paléologue (r. 1341 – 1376; 1379 – 1390; septembre 1390 - février 1391). Il est né dans les années 1350, peu après qu’eut pris fin une longue guerre civile qui avait débuté à la mort d’Andronic III en 1341 et qui avait mis aux prises les partisans du régent, Jean VI Cantacuzène, aux tuteurs du jeune Jean V Paléologue, âgé de neuf ans. Elle s’était terminée en 1347 par un accord en fonction duquel Cantacuzène ferait fonction d’empereur en titre pour une période de dix ans après laquelle les deux empereurs règneraient sur un pied d’égalité.  Jean VI devait toutefois abdiquer dès 1354 pour se faire moine, laissant Jean V seul au pouvoir,.
.

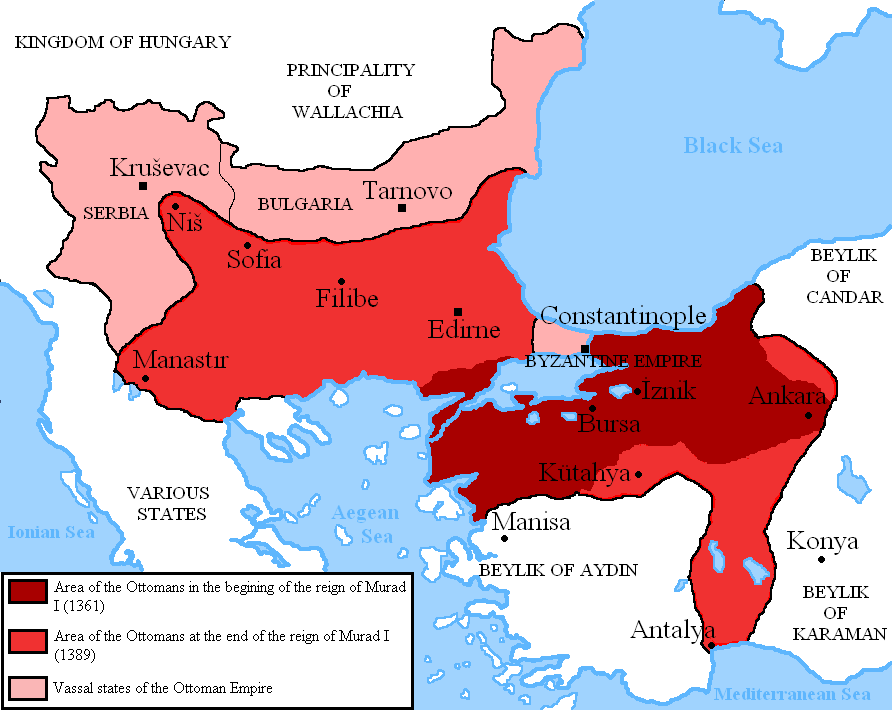
Expansion de l'empire ottoman pendant le règne de Mourad Ier.

Mais une nouvelle guerre civile se préparait, cette fois entre Jean V et son fils ainé Andronic. Les Turcs qui avaient déjà commencé à traverser l’Hellespont s’emparèrent d’Andrinople en 1369. Jean V décida d’aller chercher du secours à Rome, laissant Constantinople entre les mains d’Andronic, couronné peu de temps auparavant empereur associé ; il remit Thessalonique entre celles de son deuxième fils, Manuel ,. Après avoir fait sa soumission au pape, l’empereur se dirigea vers Venise où il négocia une entente promettant de remettre l’ile de Ténédos aux Vénitiens en échange de l’annulation de ses dettes. À Constantinople, Andronic refusa d’obéir, ce sur quoi les Vénitiens gardèrent l’empereur en otage jusqu’à ce que son  deuxième fils, Manuel, vienne à sa rescousse en 1371 ,.
Pendant ce temps, les Turcs progressaient en Europe et réussirent à annihiler l’armée serbe lors de la bataille Martisa en septembre 1371, ce qui leur ouvrait la porte des Balkans et affermissait leur pouvoir en Thrace. En 1373, Jean V n’eut d’autre choix que de se reconnaitre vassal du sultan avec qui il dut participer à une expédition en Asie mineure. S’en était trop pour son fils maintenant devenu Andronic IV, lequel à l’été 1373 se joignit à un fils de Mourad, Saudźi Čelebi, dans une révolte commune contre leurs pères respectifs. Le sultan réussit à mater la révolte, fit mettre à mort son fils et exigea que Jean fasse emprisonner son fils et le fils de celui-ci, Jean (le futur Jean VII) après les avoir fait aveugler (ce qui fut fait de façon limitée, mais provoqua une haine mortelle de ceux-ci à l’endroit de leur père et grand-père). Jean V déshérita Andronic IV et nomma à sa place comme coempereur et héritier, son fils Manuel . 
Manuel dut donc quitter Thessalonique pour rejoindre son père à Constantinople, pendant que Théodore était nommé pour le remplacer à Thessalonique. Cependant, il ne put aller rejoindre son poste : Andronic IV et son fils avaient réussi à s’échapper et, avec l’aide des Turcs et des Génois, reprirent Constantinople en 1376. Il  fit prisonniers son père ainsi que ses frères Manuel et Théodore et les fit enfermer dans la prison d’Anémas. Théodore devait y rester trois ans jusqu’à ce qu’en 1379 Jean V et ses fils réussissent  leur tour à s’échapper et, avec l’aide des Turcs et des Vénitiens, reprendre le contrôle de Constantinople, forçant Andronic IV à se réfugier à Galata.

## Despote de Morée
Depuis sa fondation en 1349, le despotat de Morée était administré par Manuel Cantacuzène (le fils cadet de l’empereur Jean VI Cantacuzène),  qui était resté en poste après l’abdication de son père en 1354, et qui le restera jusqu’à sa mort en 1380. Ne laissant pas d’héritier, son frère aîné, l’ancien coempereur Mathieu Cantacuzène, prit le pouvoir pour un court règne de trois ans avant de se retirer dans un monastère pour y finir sa vie. Jean V Paléologue, qui était remonté sur le trône en 1379 après trois années de pouvoir de son fils Andronic IV, jugea alors le moment venu pour sa famille de reprendre ce territoire, le plus riche de ce qui restait de l’Empire, et le donna en apanage à son fils Théodore. Celui-ci ne put toutefois prendre possession de son bien immédiatement. Si le despote Mathieu ne réagit pas à cette annonce, son fils Démétrios s'opposa à cette décision. Considérant le despotat comme un apanage héréditaire, Démétrios Cantacuzène succéda à son père pour un très court moment (quelques mois en 1383) avant de succomber de mort subite. Théodore put alors prendre possession de la Morée,.
Les morceaux épars de l’empire étaient alors réunis dans les mains des membres d’une même famille siégeant à divers endroits : Jean V régnait à Constantinople, Andronic IV et son petit-fils Jean VII régnaient avec le titre d’empereurs sur la côte nord de la mer de Marmara, Manuel régnait comme empereur à Thessalonique et Théodore comme despote en Morée.

Le Péloponnèse au cours du Moyen Âge avec l’Achaïe au nord et la Morée au sud.

Âgé d’environ trente ans lorsqu’il arriva en Morée, Théodore qui n’avait vraiment d’attachement que pour son frère Manuel, laissa les autres membres de sa famille s’entredéchirer pour se consacrer uniquement à son despotat soumis aux pressions des petites principautés qui l’entouraient. Pour ce faire, il encouragea la venue massive d’Albanais qui poussaient vers le sud dont il se servit pour contrôler les archontes (seigneurs) locaux,.
Jusqu’à la fin du siècle, il devait enregistrer de notables succès dans la défense et l’agrandissement de son territoire, s’attaquant d’abord à ce qui restait de la principauté d'Achaïe au nord qui était depuis 1380 aux mains de la Compagnie de Navarre. Il pouvait compter dans sa lutte contre les Navarrais sur l’appui de Nerio Acciajuoli,  dont la famille détenait d’importants domaines dans le nord du Péloponnèse dont la région de Corinthe et qui occupera progressivement diverses villes  avant de s'arrêter aux portes d’Athènes en 1383. Deux ans plus tard, Nerio devait donner la main de sa fille, Bartolomea, en mariage à Théodore. Dans sa dot elle apportait la promesse d’hériter de Corinthe à la mort de son père qui n’avait pas de descendant mâle.
L’alliance de Théodore et de Nerio devait se traduire en une action commune en 1388 contre Argos et Nauplie lorsque le mari d’origine vénitienne de Maria d’Enghien mourut. Désespérée et sans appui, cette dernière vendit ses droits contre une forte somme d’argent à Venise. Mais avant que le gouverneur vénitien ne soit arrivé Théodore et Nerio envahirent le territoire, Théodore occupant Argos et sa citadelle de Larissa, Nerio occupant Nauplie. Lorsque les Vénitiens arrivèrent ils purent déloger Nerio, mais non Théodore. Ce n’est qu’en 1394 qu’un traité devait être signé entre Théodore et les Vénitiens en fonction duquel Théodore leur abandonnait Argos à condition que les Grecs habitant ce territoire puissent émigrer avec leurs biens vers le territoire de ce dernier.
La raison pour laquelle Théodore avait fini par céder était l’arrivée en 1389 d’une armée turque sous le commandement d’Evrenos Bey, général en chef de Bayezid Ier (aussi connu en français sous le nom de Bajazet; r. 1360-1402), auquel le sultan après sa victoire sur les Serbes à Kosovo Polje, avait promis le Péloponnèse comme fief. Les Navarrais jugèrent alors utile de s’allier aux Turcs à la cour desquels se trouvait déjà le seigneur de Monemvasia, Manomas, qui faisait partie des seigneurs locaux que Théodore avait dû mettre à raison lors de son arrivée en Morée. Bayezid convoqua alors ses principaux vassaux chrétiens à son camp de Serrès, ce qui comprenait outre l’empereur Manuel II, Jean VII, le despote Théodore ainsi que le magnat serbe Constantin Dragaš. Après avoir cru leur dernière heure arrivée, ceux-ci furent aimablement traités par le sultan qui les avertit toutefois des conséquences d’une désobéissance éventuelle. Après quoi, ils purent repartir sauf Théodore qui dut accompagner le sultan dans sa campagne de Thessalie au cours de laquelle on fit pression sur lui pour qu’il redonne Monemvasia à Manomas, Argos et d’autres forteresses du Péloponnèse aux Vénitiens. Théodore devait toutefois réussir à s’échapper peu après et à retourner chez lui où il se hâta de rescinder ses promesses, sauf Argos qui fut effectivement remis aux Vénitiens ,.
Nerio Acciaiuoli, qui en janvier 1394 était devenu duc d’Athènes, mourut en septembre 1394. À sa mort, il ne légua à sa fille Bartolomea qu’une somme de 9 700 ducats, montant que son mari lui avait emprunté auparavant pour rembourser une dette aux Vénitiens. Corinthe et ses domaines du Péloponnèse allaient à sa fille cadette Francesca, épouse de Carlo Tocco, duc de Céphalonie et de Leucade. Furieux de perdre ce qui lui avait été promis à son mariage, Théodore voulut prendre Corinthe par force, mais en raison d’une attaque turque au printemps 1395 sur l’isthme de Corinthe et l’Arcadie, ce ne fut que quelques mois plus tard qu’il put marcher sur Corinthe où son armée fut défaite par les alliés de Carlo Tocco. Toutefois, un peu plus au sud, près de Leontarion, son général Demetrios Raoul défit les Navarrais et s’empara de leur chef Pierre de San Superan. Sans l’aide des Navarrais, il n’était plus possible pour Tocco de déloger les troupes de Théodore de l’isthme. Aussi, à la fin de 1395, Carlo Tocco devait décider que Corinthe ne valait pas une telle guerre et céda la ville et la citadelle de l’Acrocorinthe au despote.

## Premiers échecs

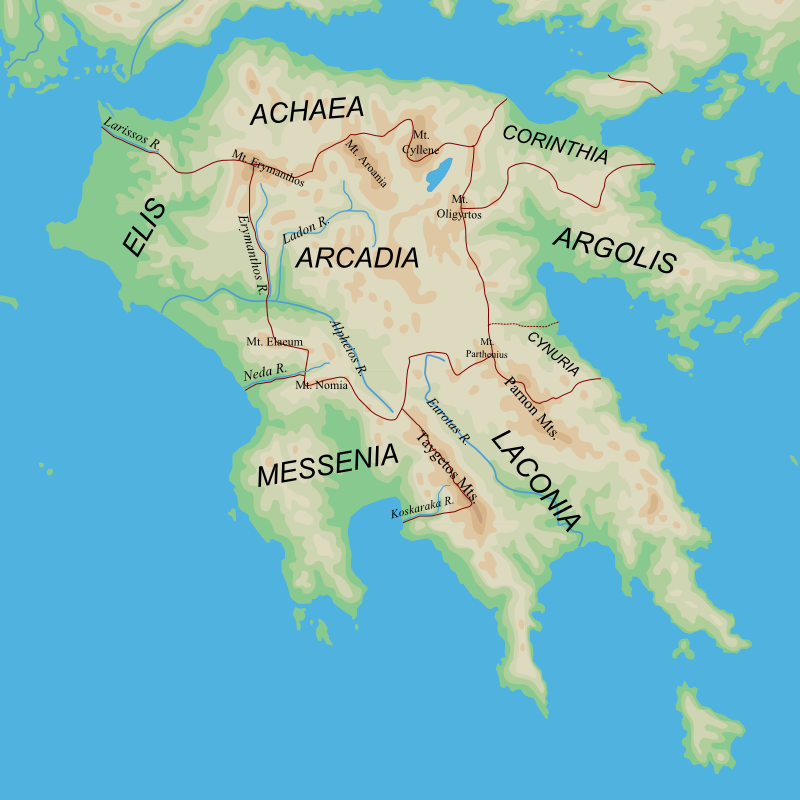
Les anciennes régions du Péloponnèse (Kalavryta est située au nord-ouest de la péninsule).

Corinthe devait devenir encore une fois un enjeu stratégique lorsqu’en septembre 1396 le sultan Bajezid, après avoir vaincu le roi Sigismond et sa croisade à la bataille de Nicopolis, se tourna à nouveau vers la Grèce. Alarmé, Théodore se tourna vers Venise lui promettant même la ville de Corinthe en retour d’une aide militaire ; le Sénat de Venise devait toutefois refuser l’offre pour ne pas risquer d’entrer en conflit avec le sultan. Mal lui en prit. Deux puissantes armées turques se dirigèrent vers l’isthme de Corinthe. La première, sous les ordres de Yakub Pacha se dirigea droit vers la ville vénitienne d’Argos qui dut capituler et fut pillée, 30 000 citoyens étant emmenés pour être vendus comme esclaves en Anatolie. La deuxième, commandée par Evrenos Bey se dirigea vers l’Arcadie. Théodore, qui avait entretemps fait reconstruire l’Hexamilion tenta de les intercepter à Leontarion, mais fut défait. Les armées turques purent ainsi s’avancer jusqu’aux villes vénitiennes de Coron et de Méthone, mais suivant leur habitude se retirèrent immédiatement avec leur butin et leurs captifs .
À nouveau, la vallée de l’Eurotas où se trouvait Mistra avait été épargnée. Mais las des combats, sa santé se détériorant, ayant perdu son épouse et n’ayant pas d’héritier mâle pour assurer sa descendance, Théodore envisageait l’avenir avec pessimisme. Il envoya une nouvelle ambassade à Venise, pour lui proposer encore une fois de leur transférer Corinthe, mais à nouveau l’offre fut rejetée, Venise signant un pacte de non-agression avec le sultan en 1399. Sur ces entrefaites arriva une ambassade des Chevaliers hospitaliers établis à Rhodes lui proposant de leur vendre Corinthe.  
La même année, l’empereur Manuel avec qui Théodore s’entendait très bien était passé par Mistra, en route vers Rome pour y demander l’aide du pape. Il avait nommé Jean VII régent à Constantinople, mais ne lui faisant que peu confiance, laissa sa femme et ses enfants à Mistra sous la protection de Théodore. Sur les conseils de sa belle-sœur, semble-t-il, Théodore accepta l’offre et au printemps 1400, l’Ordre s’établissait à Corinthe ,.

## Difficultés avec les chevaliers hospitaliers
Mais Corinthe ne constituait qu’une étape pour les chevaliers hospitaliers  qui voulaient prendre le contrôle de la plus grande partie du Péloponnèse. Plus tard au printemps arriva une nouvelle ambassade proposant cette fois que le despote leur vende Kalávryta dans le nord de la péninsule et Mistra elle-même, ce qui leur aurait permis de contrôler l’ensemble de l’Arcadie et la vallée du fleuve Eurotas. Le despote pourrait se retirer à Monemvasia au sud-est de la péninsule. Ne pouvant consulter son frère et l’impératrice étant retournée à Constantinople, Théodore accepta. C’était sans compter toutefois sur la population attachée à l’empire byzantin. Sitôt installés à Kalavryta, les chevaliers furent l’objet du ressentiment de la foule, alors que la révolte éclata à Mistra. Théodore, qui était en route vers Monemvasia, ne put revenir à Mistra qu’en promettant de rescinder l’accord, alors que Bajezid Ier lui intimait de chasser les chevaliers de la péninsule.
Les années suivantes virent un net revirement de la situation, les Turcs devant faire face aux invasions tartares sous les ordres de Timour (aussi appelé Tamerlan) Le sultan fut défait à la bataille d'Ankara en 1402 et mourut en captivité. Ses fils se disputèrent son héritage, levant ainsi la menace qui avait plané sur le Péloponnèse. Les Byzantins purent reprendre Thessalonique et un certain nombre de villes de Thrace. Théodore se mit à regretter l’accord passé avec les chevaliers. Après consultation avec son frère revenu de Rome et Paris où il se trouvait à l’annonce de la bataille d’Ankara, un nouveau pacte fut signé avec eux en 1404. En 1393, les Turcs s’étaient emparés de Salona, au nord-ouest de Delphes, qui était jusque-là propriété d’Hélène Cantacuzène, cousine de Théodore, et de sa fille. En tant que plus proche parent, Théodore en revendiqua la propriété et, avec l’aide des chevaliers hospitaliers, alla reprendre  la ville. Il remit alors celle-ci aux Hospitaliers lesquels, vu la réception qu’ils avaient reçue dans la région, furent heureux d’abandonner leurs droits sur Corinthe, Kalavryta et Mistra.
Les négociations furent conduites par l’empereur Manuel, Théodore étant à ce moment de plus en plus malade. En 1407, sentant sa fin approcher, il se retira dans un monastère où il mourut quelques jours plus tard sous le nom de « moine Théodoret ». Il fut enseveli dans l’église du Brontochion de Mistra. Comme il ne laissait pas d’héritier, l’empereur Manuel II choisit pour lui succéder l’un de ses fils, également nommé Théodore. 

### Source principale
- Manuel II Palaeologus. Funeral Oration on his Brother Theodore. Ed. J. Chrysostomides, Thessalonike, 1985.

### Sources secondaires
- (en) Barker, J.W. « The Problem of Appanages in Byzantium during the Palaeologan Period” (in) Byzantina, 3, 1971, p. 103-122.

- (en) Fine, John Van Antwerp. The Late Medieval Balkans: A Critical Survey from the Late Twelfth Century to the Ottoman Conquest. University of Michigan Press, 1994.  (ISBN 978-0-472-08260-5).

- (en) Kazhdan, A. (ed). The Oxford Dictionary of Byzantium. Oxford, Oxford University Press, 1991.  (ISBN 0-19-504652-8).

- (fr) Laiou, Angeliki & Cécile Morrisson. Le Monde byzantin, III, L’Empire grec et ses voisins, XIIIe siècle-XIVe siècle. Paris, Presses Universitaires de France, 2011.  (ISBN 978-2-130-52008-5).

- (it) Loenertz, Raymond-Joseph.  Byzantina et Franco-Graeca, vol. 1 p. 234 et suivantes.  (ISBN 978-8-884-98891-1).

- (fr) Longnon, Jean.  L'Empire latin de Constantinople et la Principauté de Morée. Paris, 1949.

- (en) Nicol, Donald MacGillivray (trad. de l'anglais par Hugues Defrance). Les derniers siècles de Byzance, 1261-1453. Paris, Tallandier, coll. « Texto », 2008, 530 p.  (ISBN 978-2-84734-527-8).

- (en) Nicol, Donald M. The immortal emperor: the life and legend of Constantine Palaiologos, last emperor of the Romans. Cambridge, Cambridge University Press, 1992.  (ISBN 978-0-521-41456-2).

- (en) Norwich, John Julius. Byzantium, the Decline and Fall. New York, Alfred A. Knopf, 1996.  (ISBN 978-0-679-41650-0).

- (fr) Ostrogorsky, George.  Histoire de l’État byzantin. Paris, Payot, 1983.  (ISBN 2-228-07061-0).

- (de) PLP = Prosopographisches Lexikon der Palaiologenzeit, vol. 1, Vienna, 1976-.

- (en) Runciman, Steven. The Lost Capital of Byzantium, The History of Mistra and the Peloponnese. Cambridge (Mass), Harvard University Press, 2009.  (ISBN 978-0-674-03405-1).

- (en) Soulis, George Christos. The Serbs and Byzantium during the reign of Tsar Stephen Dusan (1331-1355) and his successors. Dumbarton Oaks, 1984  (ISBN 0-88402-137-8).

- (en) Treadgold, Warren. A History of the Byzantine State and Society. Stanford (California), Stanford University Press, 1997.  (ISBN 978-0-804-72630-6).

- (fr) Zakythinos, Denis. Le Despotat grec de Morée, vol. 1 : L'Histoire politique, Paris, 1932; vol 2 : Vie et Institutions, Athènes, 1953; éd. révisée des 2 vol. par C.  Maltézou, Londres, 1975.